# Spilogona incauta
Spilogona incauta este o specie de muște din genul Spilogona, familia Muscidae. A fost descrisă pentru prima dată de Huckett în anul 1932.
Este endemică în Northwest Territories. Conform Catalogue of Life specia Spilogona incauta nu are subspecii cunoscute.